# 許光岳
许光岳（？—？），字分淑，福建漳州府南靖縣人。

## 生平
漳州府学生，天啓四年（1624年）甲子科福建乡试举人，天啓五年（1625年）联捷乙丑科進士，孔贞运门生。授丹阳县知县，勤抚字，省徭役，逾年调平阳，去之日，民攀留，道路填塞。官至户部员外郎，凡岁俸所入，悉置田以供上世享祀，馀分惠昆弟，无所吝。尝建广厦一，中厂为祠堂，两旁翼以燕室，兄弟以序列居，如古人东西宫之制。三十馀年，内外无间言，乡人艳称其事，以为闾党轨式。
南靖县马坪官园有进士坊，为乙丑科进士许光岳立。

## 家族
父许鲤，选明經，廷试没于京。光岳闻讣，徒步奔丧，水陆万里，哀痛護榇归。